# Toronto Maple Leafs
Toronto Maple Leafs este o echipă profesionistă de hockey pe gheață, bazată în Toronto, Ontario, Canada. Echipa este membră a Diviziei Atlantic, din Conferința de Est a ligii naționale de hockey (National Hockey League - NHL). Echipa, membră a celor "șase originali" din NHL este oficial cunoscută ca Toronto Maple Leaf Hockey Club și este condusă de Maple Leaf Sports & Entertainment Ltd. (MLSE). Ei joacă meciurile de acasă în Scotiabank Arena din 1999.
Maple Leafs sunt cunoscuti pentru rivalitatea îndelungată cu Montreal Canadiens, și pentru mai recenta rivalitate cu Ottawa Senators.
A caștigat de treisprezece ori Cupa Stanley (campionatul), de unsprezece ori ca Maple Leafs, o dată ca Toronto St. Patricks și o dată ca Toronto Arenas.
La 448 milioane de dolari, Maple Leafs este considerată cea mai scumpă echipă din NHL, urmată de New York Rangers și de Montreal Canadiens.

## Primii ani
Liga Națională de Hockey a fost formată în 1917 în Montreal de echipe care au aparținut Asociației Naționale de Hockey (National Hockey Association - NHA) care au avut o dispută cu Eddie Livingstone, patronul echipei Toronto Blueshirts. Patronii celorlalte cluburi - Montreal Canadiens, Montreal Wanderers, Quebec Bulldogs și Ottawa Senators - au strâns destule voturi pentru al da afara pe Livingstone din NHA. În schimb, ei au optat pentru crearea unei noi Ligi, NHL, și practic echipa lui Livingstone a rămas in NHA, pe dinafară.
Pe urmă, celelalte cluburi au decis că nu este corect să nu aiba o echipa din Toronto (al doilea mare oraș din Canada la acel timp) în noua liga. De asemenea aveau nevoie de o echipa care să echilibreze programul dupa ce "Bulldogs" au fost suspendați (nu au mai activat până în 1920). În consecință, NHL a acordat "temporar" dreptul ca Toronto să activeze în campionat. Arena Company a fost de acord să lase jucătorii "Blueshirts" să joace tot sezonul până disputele se vor rezolva. Acest campionat temorar nu a avut un nume oficial dar a fost numit de către ziaristi "the Blueshirts" și de către fani "the Torontos". Sub conducerea managerului Charlie Querrie și antrenorului Dick Carroll, echipa din Toronto a câștigat Cupa Stanley în sezonul inaugural al NHL.
În sezonul următor, echipa s-a întors sub conducerea lui Livingstone, conform înțelegerii, Arena Company și-a format propria echipă, Toronto Arena Hockey Club, care avea statutul de membră în NHL asigurat. Tot în același an, s-a decis că numai echipele NHL au voie să joace la Arena Gardens. Livingstone a avertizat că își vrea jucătorii inapoi. Din cauza disputei compania Arena a fost nevoită să vândă cele mai multe dintre vedete, rezultând într-un cumplit câstig de numai cinci victorii în 1918-19. Când a fost evident ca Arenas nu este capabilă să termine sezonul, NHL a fost de acord să îi lase să intre în playoff-uri. Procentajul .278 de câstig în acel sezon este cel mai slab din istoria campionatului.
Disputa aproape a falimentat compania Arena, care a fost forțată să scoată echipa Arenas la vânzare. Querrie a adunat un grup de oameni înstăriți care au condus echipa de seniori amatori St. Patricks în Asociația de Hockey din Ontario. Noii conducători au redenumit echipa în Toronto St. Patricks (sau St. Pats mai pe scurt), echipa pe care o vor conduce până în 1927. În această perioadă culorile echipamentului s-au schimbat din albastru în verde, și a fost câstigată a doua cupă Stanley în 1922.
În acest timp, St. Patricks au fost de acord ca alte echipe să joace pe arena lor, Arena Gardens chiar dacă gheața se topea în lunile mai calde. La acel timp, Arena era singura cu gheață artificială din estul Manitobei.

## Era Conn Smythe
Querrie a pierdut un proces cu Livingstone și a decis să scoată St. Pats la vânzare. El a primit o ofertă serioasa de la un grup din Philadelphia de 200,000$. Dar, antrenorul celor de la Toronto Varsity Graduates, Conn Smythe a creat un parteneriat pe cont propriu și a făcut o ofertă de 160,000$. Cu suportul acționarului J. P. Bickell de la St. Pars, Smythe l-a convins pe Querrie să refuze oferta grupului Philadelphia, pe motiv că mândria echipei este mai importantă decât banii.
După ce a preluat controlul de Valentine's Day 1927, Smythe imediat a redenumit echipa în Maple Leafs. (Echipa de baseball Toronto Maple Leafs a câștigat Liga Internaționala cu câteva luni în urmă și purtau numele acela de 30 de ani.) Conducătorii echipei au spus că numele de Maple Leafs a fost ales în onoarea regimentului Maple Leaf din primul razboi mondial. O alta poveste spune că Smythe a numit echipa după o echipă la care a fost agent, numită East Toronto Maple Leafs. Rapoartele inițiale au fost acelea că, culorile echipei aveau să fie schimbate în roșu și alb, dar Maple Leafs au purtat tricouri albe cu o frunză de arțar(în engleză maple leaf) verde în primul lor joc pe data de 17 februarie, 1927. În sezonul următor, ei au apărut pentru prima oară în tricouri albastre și albe. Conducerea Maple Leafs a declarat că albastrul reprezintă cerul Canadian iar albul reprezintă zăpada, dar albastrul fusese principala culoare pentru Toronto de când Toronto Argonauts au adoptat albastrul ca fiind culoarea lor primară în 1873.

## Anii 1930: Deschiderea arenei Maple Leaf Gardens și prima dinastie Maple Leaf
După patru sezoane (dintre care trei avândul ca antrenor pe Smythe), Smythe și Leafs au debutat în noua lor arenă, Maple Leaf Gardens, cu o înfrângere 2-1 în fața celor de la Chicago Blackhawks pe data de 12 noiembrie, 1931.
Conduși de antrenorul Dick Irvin, Leafs au câștigat a treia cupă Stanley, în primul sezon în care au jucat pe noua lor arenă, învingând pe Montreal Maroons în prima rundă, Boston Bruins în semi-finale și în finală pe New York Rangers. Smythe a fost mulțumit pentru că echipa lui a învins New York Rangers, deoarece a fost antrenorul celor de la Rangers în sezonul lor inaugural (1926-1927), dar a fost concediat în urma disputei ce a avut-o cu, conducerea de la Madison Square Garden.
Starul celor de la Leafs, Ace Bailey, a fost aproape ucis în 1933 când fundașul Eddie Shore de la Boston Bruins la atacat din spate la o viteză foarte mare. Fundașul de la Maple Leafs Red Horner l-a lovit cu un pumn pe Shore dar a fost prea târziu pentru Bailey, care avea cariera terminată. Leafs au ținut primul meci All-Star din NHL în onoarea lui Bailey.
Leafs aveau să ajungă în finală de încă cinci ori în următorii șapte ani, dar nu au putut să câștige, fiind învinși de Maroons, Detroit Red Wings în 1936, Chicago Black Hawks în 1938, Boston în 1939 și de rivalii Rangers în 1940. Smythe l-a pus în locul lui Irvin ca antrenor pe fostul căpitan de la Leafs, Hap Day.

## Anii 1940: Un deceniu de succes
În sezonul din 1942, Maple Leafs au pierdut 3 meciuri într-un playoff cel mai bun din șapte împotriva lui Detroit. Dar, înaintașul Don Metz, avea să reușească un hat trick în meciul al patru-lea și golul decisiv în meciul al cinci-lea. Căpitanul Syl Apps a câștigat Trofeul memorial Lady Byng în acel sezon, nefiind penalizat deloc și terminând cariera lui de zece sezoane cu o medie de 5 minute, 36 de secunde de penalitate pe sezon. Maple Leafs aveau să câștige și celelate două meciuri din playoff-ul cel mai bun din șapte împotriva celor de la Detroit.
Trei ani mai târziu, cu eroii din 1942 stafidiți (din cauza vârstei înaintate sau din cauza războiului), Leafs au folosit jucători mai puțin cunoscuți ca Frank McCool și fundasul Babe Pratt. Ei aveau să surclaseze pe Red Wings în finala din 1945.
Doi ani mai târziu, în finala din 1947, Maple Leafs s-au întâlnit cu cei de la Montreal Canadiens. Maple Leafs au câstigat și de data aceasta cucerind a treia cupă Stanley la rând - fiind prima echipă din NHL care a reușit acest lucru. Cu, cupa din 1948 Leafs le-au luat-o înainte celor de la Montreal la capitolul cele mai multe cupe Stanley din istorie. Le va lua 10 ani celor de la Montreal Canadiens să recapete recordul.

## Anii 1950: Cursa lui Barilko
Maple Leafs și Montreal Canadiens aveau să se întâlnească din nou în finală în 1951. În ultimul meci, meciul decisiv, Tod Sloan a înscris cu 42 de secunde înainte de expirarea timpului și a trimis meciul în prelungiri, iar fundașul Bill Barilko, care a înscris numai șase goluri în acel sezon, a înscris golul câștigător, care le-a adus a patra cupă în cinci ani. Gloria lui Barilko a fost scurtă, el dispărând într-un accident de avion aproape de Timmins, Ontario, la câteva luni dupa acel moment. Leafs nu au mai câstigat Cupa din nou în acel deceniu.

## Anii 1960: Noi patroni și o nouă dinastie
Înainte de sezonul 1961-62, Smythe a vândut aproape toate acțiunile sale de la Maple Leaf Gardens unui parteneriat dintre fiul său Stafford Smythe, baronul unui ziar, John Basset, și Toronto Marlboros președinte Harold Ballard. Prețul vânzării a fost de 2,3 milioane de dolari, un câștig destul de bun pentru Smythe pentru învestiția care o făcuse în urmă cu 34 de ani. Conn Smythe a declarat că nu a știut nimic de parteneriatul fiului său, dar este puțin probabil ca Stafford să fi strâns banii de unul singur.
Sub noul patronat, Toronto a câștigat trei cupe Stanley la rând din 1962 până în 1964. Echipa avea în componență jucători de "sala celebrităților" (Hall of Fame) Frank Mahovlich, Red Kelly, Johnny Bower, Dave Keon, Andy Bathgate și Tim Horton, iar echipa era condusă de antrenorul și managerul general Punch Imlach.
În anul 1967, Leafs și Canadiens s-au întalnit din nou în finala Cupei pentru ultima dată până acum, când Montreal a fost considerat ca fiind principalul favorit la câștigarea Cupei. Dar Bob Pulford a înscris în meciul al treilea, Jim Pappin în meciul al șase-lea iar Keon a câștigat trofeul Conn Smythe ca fiind cel mai bun jucător al playoff-urilor datorită faptului că Maple Leafs au câștigat Cupa Stanley din șase meciuri. Leafs nu au mai câștigat Cupa Stanley de atunci.
În 1968, Mahovlich a fost transferat la Detroit într-o afacere fabuloasă, iar în 1969, din cauza înfrangerii din prima rundă a playoff-urilor în fața lui Boston Bruins, Smythe l-a concediat pe Imlach. Horton a declarat:"Dacă echipa aceasta nu îl vrea pe Imlach, atunci cred că nu mă vrea nici pe mine." El a fost transferat la New York Rangers în sezonul urmator.

## Anii 1970 și 1980: Anii Ballard
După moartea lui Stafford Smythe, Harold Ballard a luat controlul acțiunilor și controlul echipei. Echipa a avut slabe recorduri la victorii/înfrangeri dar nici o Cupa Stanley.

## Începutul anilor '90: Renasterea
Ballard a murit în 1990, iar un an mai târziu prietenul său de mai mult timp, Steve Stavro, a luat majoritatea acțiunilor. Față de Ballard, Stavro s-a implicat rar în operațiunile clubului de hockey. În sezonul 1992-1993 echipa a făcut un record în campionat de 99 de puncte, al treilea loc în Divizia Norris și al optulea cel mai bun record din ligă. Toronto au trecut de Detroit Red Wings în prima rundă, apoi i-au învins pe St. Louis Blues în alte șapte jocuri în Finalele Diviziei.
Sperând să îi întâlnească pe rivalii de la Montreal (care jucau în Conferința Wales finala împotriva lui New York Islanders) în Finala Cupei, Leafs i-au întâlnit pe Los Angeles Kings în Finalele Conferinței Campbell. Leafs au pierdut meciul și Kings au mers în locul lor în Finala Cupei împotriva lui Canadiens.
Leafs au avut un alt sezon puternic în 1993-1994, terminând cu 98 de puncte, numai bine pentru locul cinci în liga - cea mai buna performanță în 16 ani. Ei au eliminat rivala din divizie Chicago Blackhawks în șase meciuri și i-au surprins pe San Jose Sharks în șapte meciuri înainte să fie eliminați de Vancouver Canucks în cinci meciuri în Finalele Conferinței de Vest.